# پال برچ (بازیکن فوتبال)
پال برچ (انگلیسی: Paul Birch؛ ۶ نوامبر ۱۹۶۲ – ۲ فوریهٔ ۲۰۰۹) یک بازیکن فوتبال اهل بریتانیا بود.